# Zodiac Milpro
Zodiac Milpro  es una empresa francesa que fabrica botes inflables y botes inflables de casco rígido para usuarios militares y profesionales. Con sede en París, Francia y plantas de fabricación en Delta, Canadá, Rosas, España y Stevensville, Estados Unidos de América. Zodiac Milpro fue una unidad comercial de Zodiac Aerospace hasta 2008, cuando fue bautizada como Milpro. En 2011 se separó de Zodiac Aerospace y se convirtió en una empresa independiente.
Zodiac Milpro ha originado la mayoría de los principales conceptos que han impulsado el desarrollo del bote inflable moderno desde la década de 1930. Desde aquellos primeros días, se ha convertido en el principal fabricante de embarcaciones neumáticas y semirrígidas para aplicaciones profesionales y militares.